# Canaveilles
Canaveilles (in catalano Canavelles) è un comune francese di 49 abitanti situato nel dipartimento dei Pirenei Orientali nella regione dell'Occitania.

## Geografia fisica

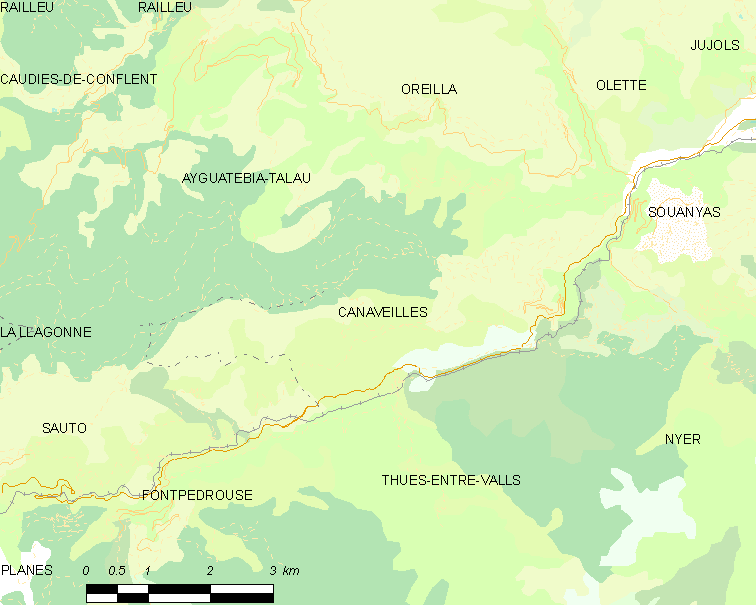
Situazione di Canaveilles

## Società

### Evoluzione demografica
Abitanti censiti